# Instytut Romana Dmowskiego w Chicago
Instytut Romana Dmowskiego w Chicago – polska emigracyjna placówka istniejąca od 1961 w Chicago. Zajmuje się popularyzacją wiedzy o Romanie Dmowskim i Narodowej Demokracji. 

## Historia i działalność
W 1961 roku z inicjatywy działaczy narodowych z Chicago i Detroit powołano Instytut Romana Dmowskiego w Ameryce z siedzibą w Chicago. Był on niezależny od Instytutu Romana Dmowskiego w Nowym Jorku. Pierwszym prezesem Instytutu w Chicago był Franciszek Domański. Od 1974 do 1996 kierował nim Stanisław Smoleński. Po jego śmierci Instytutem kierował Andrzej Lachowicz. Obecnie prezesem jest Sławomir Dąbrowski. Instytut prowadzi głównie akcję odczytową oraz wydawniczą. 